# آلت مردانه
آلت مردانه یا پِنیس یا کیر، عضوی از اندام جنسی بیرونی مردانه است که فاقد استخوان و دربرگیرنده بافت‌های اسفنجی و رگ‌های خونی است. بافت نعوظی آن از سه سیلندر دو عدد جسم غاری (به انگلیسی: Corpus cavernosum) و یک عدد جسم اسفنجی (به انگلیسی: Corpus Spongiosum)، تشکیل شده‌ است. در زیر اندام جنسی، کیسهٔ بیضه، قرار دارد. از آلت مردانه برای آمیزش جنسی، خودارضایی و دفع ادرار استفاده می‌شود.
در اندام جنسی مردانه، نواحی حساسی وجود دارند که برانگیختن آن‌ها باعث تحریک جنسی فرد و راست شدن اندام می‌شود. در اوج لذت جنسی، مَنی دارای اسپرم، از بیضه، ترشح شده و از آلت، خارج می‌شود. در صورت ریخته شدن منی در واژن، ممکن است تخمک زن با اسپرم‌های مرد آمیخته شده و زن، باردار شود.
این اندام در مردان به صورت استوانه‌ای‌شکل می‌باشد که از ۳ بافت تودرتو، تشکیل شده‌ است. این بافت‌ها، اسفنجی‌ مانند هستند و در واقع مانند جَک‌های بادی، عمل می‌کنند؛ به این صورت که حاوی یاخته‌هایی می‌باشند که در هنگام تحریک جنسی با ارسال پیام عصبی در بخش استوانه‌ای آلت، اتّساع عروق، روی می‌دهد و در نتیجه، حجم زیادی از خون به فضاهای موجود در بافت نعوظی، وارد می‌شود. اجسام غاری و جسم اسفنجی، پرخون و متّسِع می‌شوند و سیاهرگ‌ های خود را بر روی فاسیای اطراف خود می‌فشارند. به‌ این‌ ترتیب، جریان خون از بافت نعوظی به تعویق می‌افتد و فشار داخلی افزایش یافته و بالا می‌ماند. در نتیجه، طول و قطر آلت افزایش می‌یابد و نعوظ، حاصل می‌شود.

## واژه‌شناسی
کهن‌ترین واژه در زبان فارسی برای اندام مردانه «کیر» (آوانگاری: kīr) است که خود از «کِر» (آوانگاری: kēr) در زبان پارسی میانه گرفته شده‌است. کیر را در پارسی میانه (یا پارسیگ) با خط پهلوی به‌گونهٔ «» می‌نوشتند، و در بعضی متن‌های پهلوی نیز با هُزوارِشِ «» آمده‌است.
در فارسی نو به کیر در حالت عادی و شق نشده، چُل هم گفته می‌شود. همچنین، در ادبیاتِ گذشتگان به آن «حمدان» یا «حمدون» نیز گفته می‌شده؛ برای مثال، سوزنی سمرقندی، در هزلیاتِ خود از آن استفاده کرده‌است.
در فارسی عامیانه، به آلت تناسلی مرد، «دودول»، «شومبول» یا «شوشول» نیز گفته می‌شود. در برخی لهجه‌های فارسی از جمله لهجهٔ هراتی، نام این دو نیز مشابه هم و به‌صورت کِچُل (کلیتوریس) و چُل (آلت مردی) نامیده می‌شوند.

## تاریخ
لینگام، نمادی از شیوا، خدای هندو است که به شکل آلت نرینگی به تصویر در می‌آید. لینگام، معمولاً همراه با یونی (واژن ایزدبانوی شاکتی)، در معابد برای پرستش قرار می‌گیرد و رایج‌ترین نماد غایی در هند محسوب می‌شود.

## اندازه

گوناگونی اندازه‌های آلت انسان به سانتی‌متر. ستون‌های توپُر نشان‌دهنده درازا و ستون‌های توخالی نشان‌دهنده کلفتی و ضخامت هستند. همچنین رنگ‌ سبز نمایان‌گر حالت راست‌شده و رنگ قرمز نمایان‌گر حالت شل یا خوابیده می‌باشد.

در سنجش با دیگر نخستی‌سانان، همچون نمونه‌های بزرگشان مانند گوریل، انسان‌ها دارای بزرگ‌ترین آلت نری، از نظر کلفتی و درازا شده‌اند؛ هم به‌طور مطلق در میان همه نخستی‌سانان و هم براساس نسبت اندازه آلت به باقی بدن خود انسان. همچنین انسان‌های نر (مردان)، جز تنها پستاندارانی هستند که نره‌استخوان خود را از دست داده‌اند و آلتی انعطاف‌پذیر، از بافت اسفنجی و رگ خونی به دست آورده‌اند. این‌ها نتیجه گزینش جنسی، انتخاب‌های زنان و مادرسالاری در طی تاریخ چند ده‌هزار ساله‌ی انسان نسبت به دیگر هومینیدها بوده و منجر به تغییرات و فرگشت‌ها در گونه هوموساپین شده‌است.
اندازه‌گیری‌های آلت جنسی متفاوت است اما مطالعاتی که بر خوداندازه‌گیری تکیه می‌کنند به طور میانگین، به شکل قابل‌توجهی از اندازه‌گیری‌هایی که متخصصان بهداشت گزارش می‌‌کنند، بالاتر می‌باشند.
در پژوهش‌های مختلف با شیوه اندازه‌گیری درست، درازای آلت تناسلی در نوجوانان سالم (۱۸ ساله نرمال) در حالت‌ خوابیده (شل) ۹ تا ۱۰٫۲ سانتی‌متر، کشیده (به‌ آرامی با دست) ۱۳٫۳ سانتی‌متر و راست‌شده ۱۵٫۱ تا ۱۶٫۳ سانتی‌متر می‌باشد؛ در حالی که در افراد دارای میکروپنیس (کوچک‌کیری)، این اندازه‌ها به‌ترتیب حداکثر ۵ تا ۷ و ۱۰٫۹ و ۱۱٫۴ تا ۱۲٫۷ سانتی‌متر است. همچنین این اندازه‌ها در صدک ۹۷٫۵اُم (بالا) و افراد دارای ماکروپنیس (درشت‌کیری) به‌ترتیب حداقل ۱۵٫۵ و ۱۶٫۵ و ۱۹ می‌باشند. به علاوه، اندازه دُور آلت نرمال، در حالت خوابیده ۹٫۳ سانتی‌متر و در حالت راست‌شده ۱۱٫۷ تا ۱۲٫۳ سانتی‌متر است.
دسته‌بندی اندازه‌های آلت راست‌شده:
- کم‌تر از ۷ سانتی‌متر: میکروپنیس
- ۸ تا ۱۲ س‌م: کوچک و کوتاه
- ۱۲ تا ۱۴ س‌م: معمولی
- ۱۴ تا ۱۶ س‌م: نرمال
- ۱۶ تا ۲۲ س‌م: بزرگ و دراز
- بیش‌تر از ۲۲ سانتی‌متر: ماکروپنیس[۱۸]

طبق بررسی‌ها، تنها ۲٫۲۸ درصد از مردان (حدود ۱۰۰ میلیون مرد)، دچار بزرگی یا کوچکی غیرطبیعی آلت تناسلی هستند.

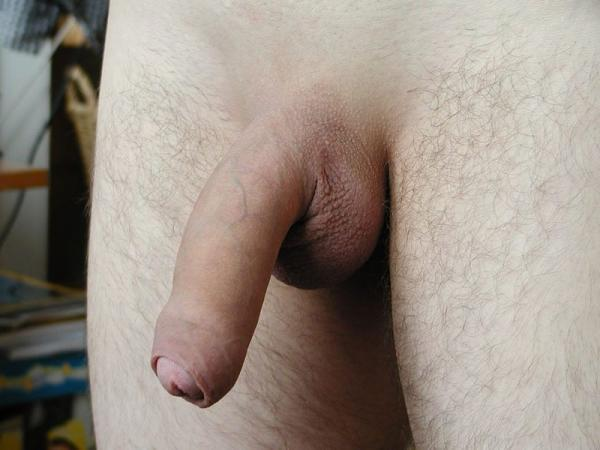
یک آلت با اندازه نرمال، در حالت خوابیده، با پیش‌پوست کوتاه (ختنه نشده)

هرچند نتایج پژوهش‌های معتبر در زمینه اندازه آلت مرد، تا حدودی با یکدیگر اختلاف دارند، اما بنا بر اجماع عمومی پژوهشگران، میانگین طول آلت تناسلی مردان بالغ، بین ۱۲٫۹ تا ۱۵ سانتی‌متر است و ۹۵ درصد میانی نیز، طولی بین ۱۰٫۷ تا ۱۹٫۱ سانتی‌متر دارند. در مورد محیط یا اندازه دُور آلت تناسلی مردان هم اجماع عمومی بر روی میانگین ۱۲٫۳ سانتی‌متر است که به معنای قطری برابر ۳٫۹ سانتی‌متر در حالت نعوظ کامل می‌باشد.
میانهٔ حسابی اندازه‌های آلت تناسلی مردان، یعنی رقمی که نیمی از افراد از آن پایین‌تر و نیمی، بالاتر از آن قرار می‌گیرند، کمی پایین‌تر از میانگین است. همچنین ارتباطی بین اندازهٔ آلت تناسلی مردان و نژاد مشاهده نشده‌است. آلت تناسلی مردان ختنه‌شده به‌طور میانگین ۸ میلی‌متر کمتر از همتایان ختنه نشده‌است.
یک پروژه پژوهشی که توسط پزشکانی با ملیت‌های مختلف انجام شده، نشان می‌دهد که در مقیاس جهانی، طول آلت در حالت کاملاً تحریک شده، بین ۹٫۶–۱۶ سانتی‌متر می‌باشد. همچنین اشاره شده‌است که طول آلت نه تنها از ژنتیک، بلکه از فرهنگ، رژیم غذایی و میزان تماس با مواد شیمیایی و سمی نیز تأثیر می‌پذیرد. اگر طول آلت در حالت نعوظ از ۲٫۵ برابر انحراف معیار طول آلت جامعه، کمتر باشد، یا در حالت نعوظ، از ۷ سانتی‌متر کوچک‌تر باشد، میکروپنیس نام دارد و احتمال نازایی در آنان زیاد است. در غیر این صورت، کوچک بودن در طیف جمعیتی، مشکلی برای زاد و ولد ایجاد نمی‌کند. مقدار هورمون مردانه تستوسترون در هر شخص، به اندازه آلت و بیضه او و همچنین کلیتوریس زنان بستگی دارد. همچنین اگر فشردن پوست بالای آلت، چندین سانتی‌متر به درازای آن می‌افزاید احتمال وجود آلت دفن‌شده هست که ممکن است در موارد شدیدتر نتواند به واژن دخول کند. درازای متوسط یک بیضه نرمال بین ۴٫۵–۵٫۵ سانتی‌متر است و پهنای آن ۲٫۱ تا ۳٫۵ سانتی‌متر می‌باشد. حداقل اندازهٔ آلت انسان ۱۵ تا ۱۸ سانتی‌متر است در حالی که عمق راست‌روده تا مقعد حدوداً ۱۲ تا ۲۰ سانتی‌متر می‌باشد.
همانند آلت، رقابت اسپرم‌ها با هم، باعث شده‌است که اندازه بیضه‌های انسان نیز با کمک گزینش جنسی، فرگشت کند. این بدان معنی است که بیضه‌های بزرگ نمونه‌ای از سازگاری انتخاب‌شده از نظر جنسی‌اند؛ یعنی انتخاب‌های جنسی زنان در طول تاریخ، باعث سازگار شدن مردان با بیضه‌ها و آلت‌های بزرگ‌تر و به دست آوردن چنین بیضه‌ها و آلتی شده‌است. بیضه‌های انسان در هم‌سنجی با دیگر جانوران مانند گوریل‌ها و شامپانزه‌ها (برخلاف اندازه آلت) اندازهٔ متوسطی دارند و در میانه قرار می‌گیرند. بیضه‌های بزرگ به‌ دلیل توانایی بیشتر در انزال و تولید منی، برای رقابت اسپرم‌ها مفید هستند. پژوهش‌ها نشان داده‌است که بین تعداد اسپرم بیرون‌ریخته‌شده و اندازه بیضه‌ها نسبت مستقیم وجود دارد. همچنین ثابت شده‌است که بیضه‌های بزرگ‌تر، باعث کیفیت بالاتر اسپرم می‌شوند، از جمله تعداد بیشتر اسپرم متحرک و تحرک بالاتر آن‌ها.

## دستگاه تولیدمثل مردان
علاوه بر آمیزش جنسی، دستگاه تولیدمثل در مردان، هورمون‌های جنسی لازم، برای تولید اسپرم و تکامل جنسی در دوران بلوغ را نیز می‌سازد. اعضای تناسلی مرد از آلت تناسلی، بیضه و کیسهٔ بیضه که بیضه‌ها در آن آویزان هستند، تشکیل می‌شوند. هر بیضه حاوی لوله‌های اسپرم‌ساز (به انگلیسی: Seminiferous tubules) است که اسپرم می‌سازند. اسپرم در اپیدیدیم یا برخاگ که یک لولهٔ پیچ‌درپیچ است در پشت بیضه‌ها قرار دارد، نگهداری می‌شود. یک لوله دیگر به نام مجرای وابران (به انگلیسی: Vas deferens)، اپیدیدیم را به یک مجرای انزالی وصل می‌کند که این مجرا خود به پیشاب‌راه وصل می‌شود. سه غده (یک جفت غدهٔ ساخت منی و غدهٔ پروستات)، مایعاتی را ترشح می‌کنند که وظیفهٔ انتقال و تغذیه اسپرم را بر عهده دارند. این ترشحات به همراه اسپرم، مایعی به نام مایع منی را تشکیل می‌دهند. در طول فعالیت جنسی، بافت نعوظی آلت تناسلی، پر خون شده، آلت تناسلی را دراز و سفت می‌کند تا بتواند وارد مهبل شود. در هنگام ارگاسم، انقباضات عضلانی، مایع منی را از طریق هر مجرای وابران به طرف پیشاب‌راه و خارج از آلت تناسلی می‌رانند. درحالت عادی آلت تناسلی مرد کوچک و شل می‌باشد ولی پس از تحریک‌شدن به حالت نعوظ در می‌آید.

## سیلندرهای آلت تناسلی

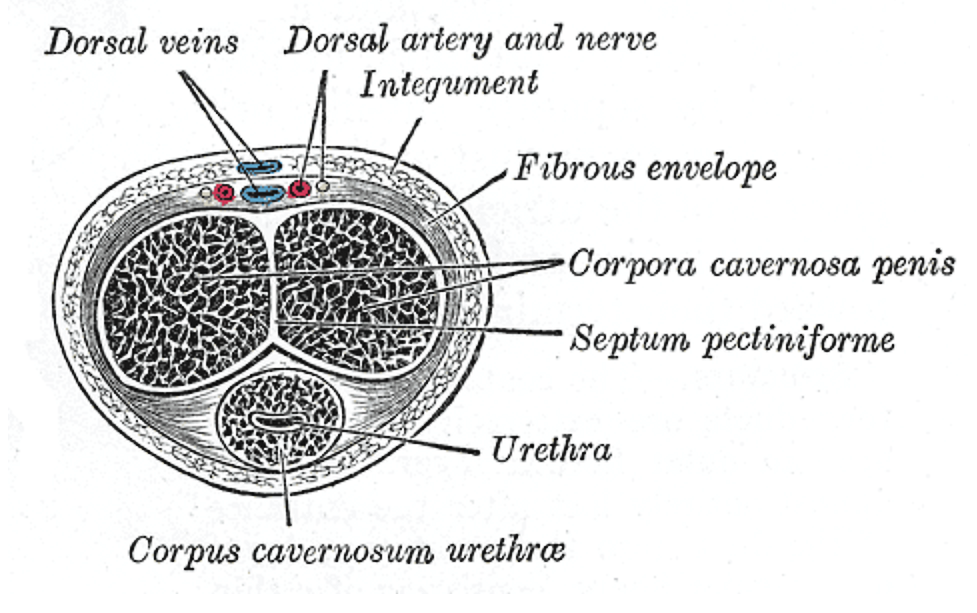
سیلندرهای آلت تناسلی مرد که عمل نعوظ را انجام می‌دهند.

این سیلندرها که در کنار هم قرار گرفته، در قسمت داخلیِ متصل به استخوان‌های لگن خاصره و قسمت خارجی آن، توسط پوست پوشانیده شده، که نمای اندام تناسلی ظاهری را تشکیل می‌دهد.
قسمت بیرونی بافت نعوظی را، اگر از داخل به خارج، توضیح دهیم در داخلی‌ترین قسمت گفته شد که از سه سیلندر طولی (۲ عدد بافت اصلی نعوظ به نام اجسام غاری (به انگلیسی: Corpus cavernosum) و سومی بنام جسم اسفنجی (به انگلیسی: Corpus Spongiosum) که حاوی مجرای ادراری است و در زیر ۲ سیلندر قبلی قرار گرفته‌است).
درون سیلندرهای نعوظی، بافت اسفنجی قرار دارد که فضای زیادی را هنگام نعوظ، جهت ورود خون، ایجاد می‌کند و دیوارهٔ آن از بافتی بسیار قوی و ضخیم، به نام تونیکا آلبوژینه تشکیل شده‌است.
سیلندرها توسط بافت قوی دیگری به نام باکس فاسیا (Bucks fasia)، در کنار هم قرار می‌گیرند تا سیلندری واحد را تشکیل دهند. روی این سیلندر واحد، بافت‌های نرم و لغزنده زیرجلدی و پوست، قرار می‌گیرند که قابلیت حرکت و لغزندگی، بین پوست و بافت نعوظی، را ایجاد می‌کنند تا بدون کشش و فشار بر روی پوست، اندازه آلت تناسلی در حالت نعوظ، چند برابر بزرگ‌تر شود.

## نعوظ
ساز و کار نعوظ بدین شرح است که هنگام تحریک جنسی یا فعال شدن مکانیسم نعوظی به هر دلیل، جریان خون، درون بافت اسفنجی سیلندرها، به‌ سرعت و شدت افزایش یافته به‌طوری‌که خون ورودی، فرصت خارج شدن از طریق سیاهرگ‌ها را ندارد. سیلندرها افزایش بارز حجم پیدا کرده و همچون بادکنکی که به‌طور کامل پر باد شده باشد حجیم و سفت می‌گردند.
سفتی دیواره سیلندرها، باعث بسته شدن ۹۰٪ قابلیت خروج خون از سیلندرها می‌گردد تا بافت آلت، پر از خون باقی بماند. این فشار به بالاتر از حد متوسط فشار خون فرد، یعنی حدود ۱۲۰ میلی‌متر جیوه می‌رسد و با توجه به محصور بودن خون با دو بافت قوی تونیکا آلبوژینه، دیوارهٔ سیلندرها و باکس فاسیای پوشاننده آن‌ها، منجر به قوام سخت و شبیه به استخوانی بافت آلت تناسلی مردان در حالت نعوظ می‌گردد. از این نظر، آلت مردان شباهت بسیار زیادی به کلیتوریس در زنان دارد. برخلاف آلت تناسلی مردانه که از نظر هومولوژی شبیه کلیتوریس است، پیشاب‌راه در کلیتوریس قرار ندارد و نقش کلیتوریس صرفاً در لذت جنسی است. برخلاف آلت، تنها بخش کمی از کلیتوریس نمایان است. 

## در فرهنگ
در هنر یونان باستان، به‌طور معمول، آلت کوچک‌تری نسبت به اندازه مورد انتظار در مردان دیده می‌شود. هنر رنسانس نیز همین رویه را در پیش گرفته‌است. گفته می‌شود که در یونان باستان، از دید فرهنگی، آلت کوچک و ختنه‌نشده برای مردان مطلوب‌تر شناخته شده و در عوض داشتن آلت بزرگ و ختنه‌شده، مضحک و بی‌تناسب به نظر می‌رسیده‌است.
مطالعه‌ای در سال ۲۰۰۳، نشان داد که تنها ۵۵٪ مردان از اندازهٔ آلت تناسلی خود راضی هستند و این در حالی است که ۸۵٪ زنان از اندازهٔ آلت تناسلی شریک جنسی خود راضی بوده‌اند.

## بیماری

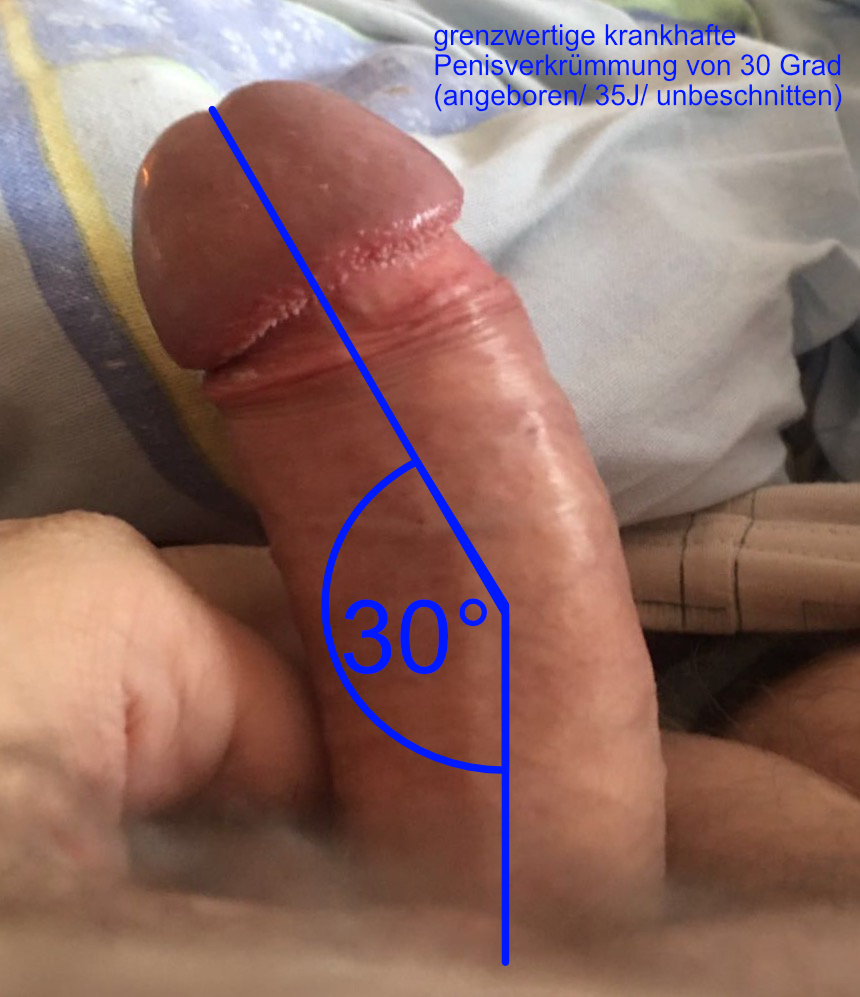
آلت با خم بیشتر از ۳۰ درجه بیماری شمرده می‌شود و ممکن است عملکرد و سکس را مختل کند.

### بیماری پیرونی
به عارضهٔ تشکیل شدن پلاک یا تودهٔ سخت روی آلت تناسلی، بیماری پیرونی گفته می‌شود. پلاک معمولاً بالا یا گاهی پایین آلت، به صورت لایه‌های حاوی بافت نعوظی تشکیل می‌شود. ورم و التهاب موضعی، غالباً از علائم اولیهٔ تشکیل پلاک است که به‌مرور زمان تبدیل به توده‌ای سخت می‌شود. پلاک سخت‌شده، انعطاف‌پذیری را کاهش می‌دهد و باعث می‌شود آلت هنگام خم شدن حین نعوظ درد بگیرد و دچار فشار شود. بیماری پیرونی، ناراحتی و اضطراب بیمار را نیز در پی دارد و میل جنسی و توانایی جنسی مرد را هنگام نزدیکی کاهش می‌دهد.

### نعوظ دائم
پریاپیسم به نعوظ دائم و غالباً دردناکی گفته می‌شود که بیش از ۴ ساعت ادامه داشته باشد. نعوظ دائم ربطی به فعالیت جنسی ندارد و پس از ارگاسم برطرف نمی‌شود. نعوظ زمانی رخ می‌دهد که خون در آلت جریان داشته باشد اما به‌خوبی تخلیه نشود.

### بالانیت
به التهاب سر آلت، بالانیت گفته می‌شود که عارضه‌ای مشابه بالانوپوستیت یعنی التهاب سر آلت و پوست ختنه‌گاه است. قرمزی یا ورم، خارش، حساسیت پوستی، درد و ترشحات بدبو از نشانه‌های بالانیت به‌شمار می‌رود.

### هیپوسپادیاس
هیپوسپادیاس، نقصی مادرزادی است. در بیماران مبتلا به این عارضه، میزنای، که ادرار و منی از راه آن از بدن خارج می‌شود، در محل مناسب قرار ندارد و به‌جای این که در نوک آلت باشد، زیر کلاهک یا سرنره واقع شده‌است.

## مشکلات پوستی آلت تناسلی
حساسیت‌های پوستی، لکه‌ها و برآمدگی‌های مختلفی روی آلت ایجاد می‌شود که اگر چه بعضی از آن‌ها نشانه‌های ابتلا به بیماری‌های آمیزشی (STIs) هستند، اما بسیاری از آن‌ها بدون خطرند.
- پسوریازیس: به‌صورت لکه‌های قرمز ضخیم با لبه‌های تیز و مشخص مشاهده می‌شود. این ناراحتی پوستی می‌تواند ارثی باشد و به‌ ندرت جدی است.
- پاپول‌های مرواریدوار سرنره: لکه‌هایی کوچک با قطر یک تا سه میلی‌متر که دور کلاهک به چشم می‌خورد و عفونی نیست و نیاز به درمان نیز ندارد.
- دانه‌های فوردایس: دانه‌های کوچک بنفش یا قرمزرنگی به قطر ۱ تا ۵ میلی‌متر که روی کلاهک و بدنه کیسه بیضه ایجاد می‌شوند. این عارضهٔ پوستی بدون درد و خارش است و به‌صورت تک‌دانه یا گروه‌هایی با بیش از صد دانه دیده می‌شود.
- سیفلیس: یکی از بیماری‌های آمیزشی که باکتری ترپونما پالیدوم عامل آن است. عفونت اولیه، معمولاً زخم بدون درد مدور و ساده‌ای را روی آلت یا کیسه بیضه ایجاد می‌کند، اما عفونت به‌مرور زمان به دیگر بخش‌های بدن سرایت می‌یابد و به بسیاری از اندام‌ها آسیب می‌زند.
- زگیل تناسلی: برآمدگی‌ها یا زائده‌های گلِ‌کلم‌شکل قهوه‌ای یا سفید مایل به صورتی یا هم‌رنگ پوست با سطح مرطوب است که معمولاً روی سر آلت و گاهی روی بدنه، کیسه بیضه، اطراف مقعد و داخل دهان و گلو ایجاد می‌شود.
- تبخال تناسلی: یکی دیگر از بیماری‌های آمیزشی که به‌صورت برآمدگی‌های کوچک قرمز رنگی مشاهده می‌شود که به تاول تبدیل می‌شوند و با ترکیدن این تاول‌ها زخم‌های باز و دردناکی ایجاد می‌شود. بیمار غالباً در مراحل اولیهٔ بیماری تب می‌کند.
- عفونت تخمیری مردانه: حساسیت پوستی همراه با خارش و سوزشی قرمز رنگ، در نوک آلت که با مصرف پماد ضدقارچ غیرتجویزی درمان می‌شود.